# Вентимиля
Вентимиля (на италиански: Ventimiglia) е град и община в Северна Италия, в провинция Империя в Лигурия. Намира се на 130 км от Генуа и на 7 км от Франция.
Градът е епископалски център и морски курорт и има 25 730 жители към 1 януари 2009 г.
През него минава река Роя.
Намира се на Италианската Ривиера и е граничен град с Франция, където се нарича Vintimille.
На пътни знаци се среща късата форма XXmiglia (венти означава двадесет и XX e римското число за двадесет).
Преди 180 пр.н.е. тук живее лигурският народ интемели и градът е тяхна столица с името Albium Intemelium.
Става важно място на пътя Via Iulia Augusta към Галия и Испания. Останали са части от крепостните му стени. От 12 век градът е самостоятелен до 1505 г. След това е под управлението на Генуа и от 1814 г. е в Сардинското кралство.